# Zapora Saguling
Zapora Saguling – zapora i elektrownia wodna na rzece Tarum, zlokalizowana w prowincji Jawa Zachodnia w Indonezji, w odległości około 26 kilometrów od Bandungu. 
Budowę zapory zrealizowano w latach 1983–1987. Całkowita długość obiektu wynosi 301 metrów a jego wysokość 99 metrów. W ramach obiektu od 1986 r. funkcjonuje elektrownia wodna o mocy 700 MW, składająca się z czterech turbin wodnych o mocy 175 MW każda.  
Spiętrzenie wód zapory doprowadziło do utworzenia sztucznego zbiornika o powierzchni 53 km². Maksymalna głębokość rezerwuaru wynosi 92 metry. 
Konsekwencją powstania zbiornika stało się wysiedlenie z miejsca dotychczasowego zamieszkania ok. 60 tys. osób.